# Utelga vesicatula
Utelga vesicatula är en plattmaskart som beskrevs av Brunet 1972. Utelga vesicatula ingår i släktet Utelga och familjen Koinocystididae. Inga underarter finns listade i Catalogue of Life.